# Opinel

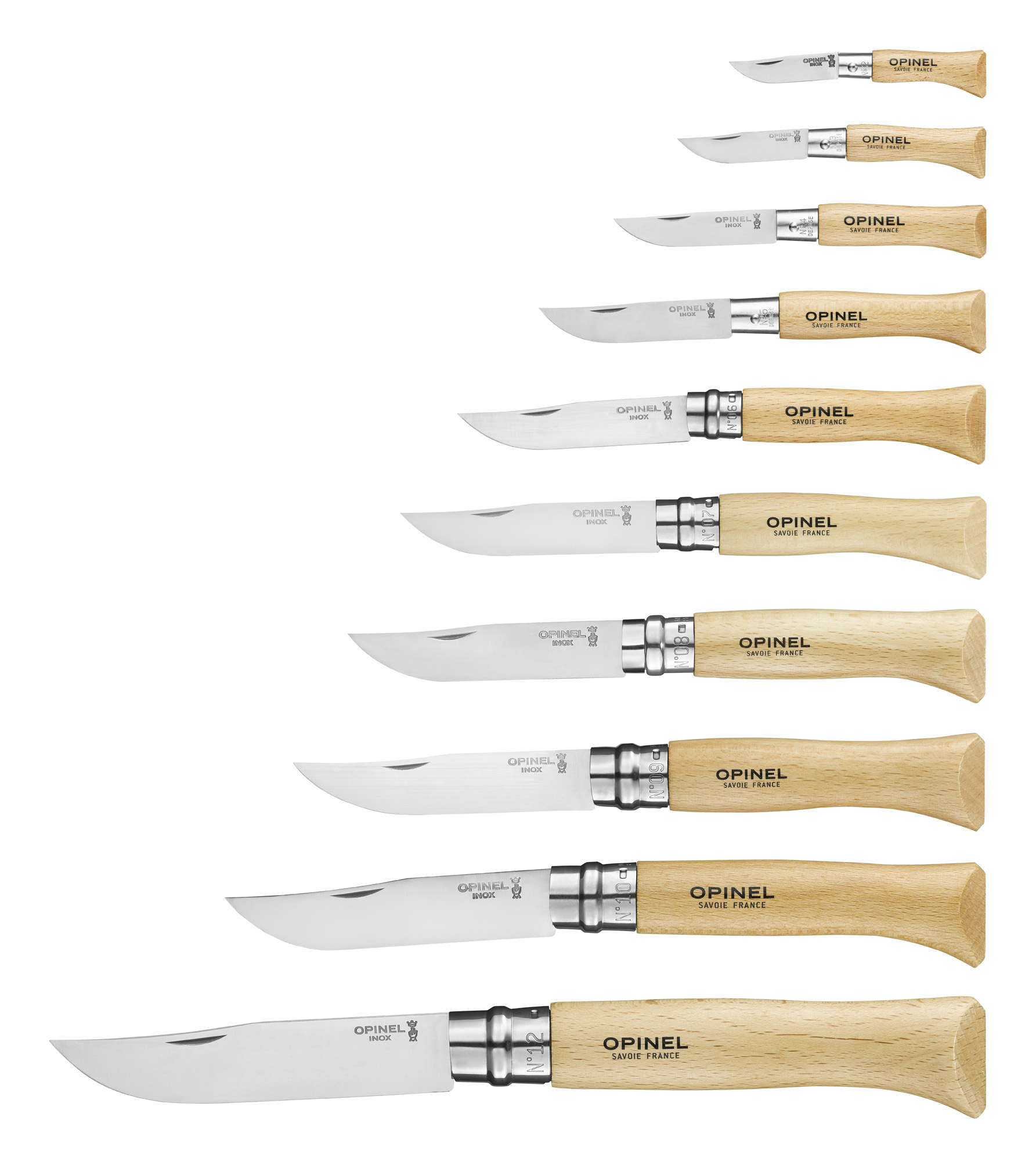
Gamme couteaux Opinel

Le couteau Opinel, ou par antonomase l'Opinel, est un couteau de poche pliable au manche en bois, avec le symbole d'une « main couronnée » sur la lame. 
Créé en 1890, il est fabriqué par la société savoyarde du même nom. De nombreuses déclinaisons à lame fixe ou pliable ont vu le jour au fil du temps. Son usage par Marc Veyrat ou Éric Tabarly a contribué à sa promotion internationale.
En 2015, depuis sa création, plus de 350 millions de couteaux ont été fabriqués et vendus dans 71 pays différents.

## Histoire

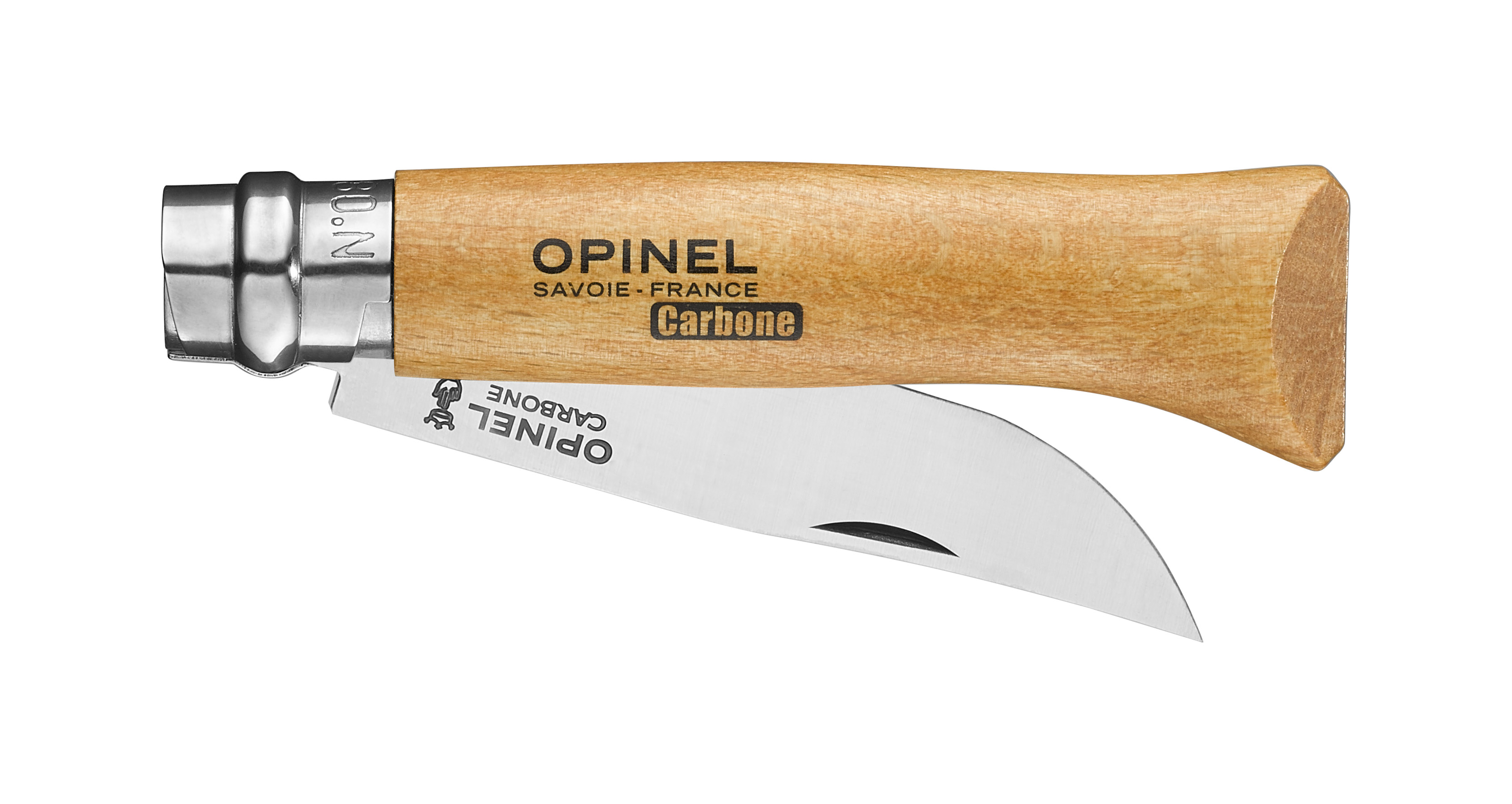
Opinel no 08 lame en acier haute teneur en carbone

Le couteau Opinel a été inventé par Joseph Opinel (1872-1960) en 1890, alors qu'il avait 18 ans, à Gevoudaz, hameau d’Albiez-le-Vieux dans le département de la Savoie. À l'origine taillandier de métier, le jeune homme fabriquait parallèlement pour ses amis des couteaux de poche. Un de ses modèles ayant beaucoup plu, il s'est lancé dans la fabrication industrielle de couteaux et son invention a vite dépassé le cercle familial. 
En 1909, il dépose « la Main couronnée » du duché de Savoie, présente sur toutes les lames. La marque Opinel est déposée par son créateur en 1909 et connaît un engouement immédiat. La célèbre virole de sécurité date seulement de 1955. Au début de la Seconde Guerre mondiale, 20 millions d'exemplaires avaient déjà été vendus, et en 2009 ce chiffre est porté à 280 millions d'unités.
Après une phase de diversification dans les années 1970, la marque se recentre sur les couteaux dans les années 1980. En 1989, Opinel ouvre son propre musée en transformant l'atelier du grand-père de Jacques Opinel. En 2013, le musée est rénové et agrandi.
L'entreprise est toujours détenue et dirigée par la famille Opinel. Maurice Opinel (1927-2016, petit-fils du fondateur), d'abord directeur-général puis président à partir de 1998, réalise l'internationalisation de l'entreprise. Son fils ainé Denis Opinel lui succède comme directeur-général en 1998. Son deuxième fils François est aujourd'hui président de la société.

## Sites et activité

### Sites

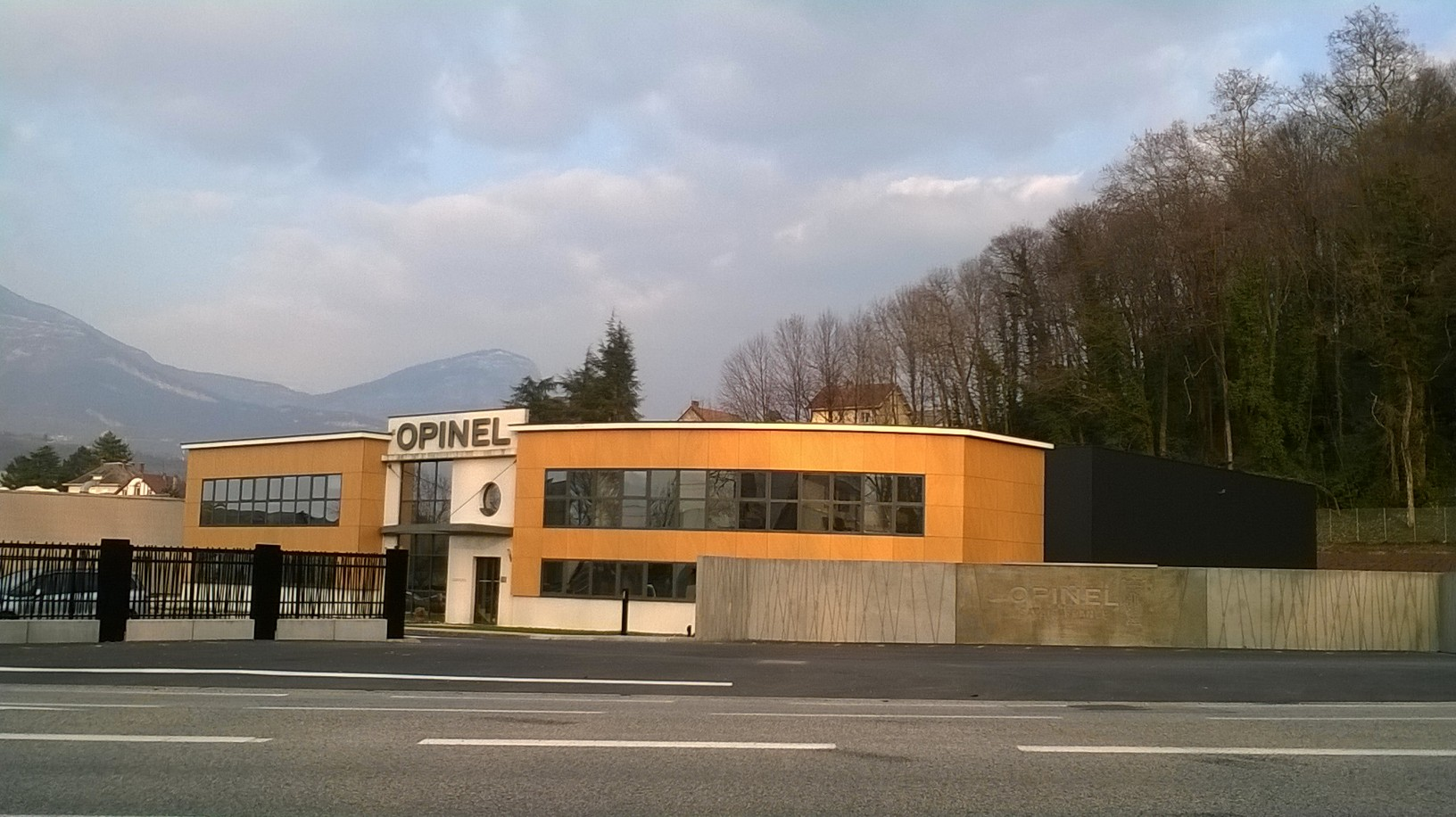
Usine de fabrication des couteaux Opinel à Chambéry (avenue Henry Bordeaux).

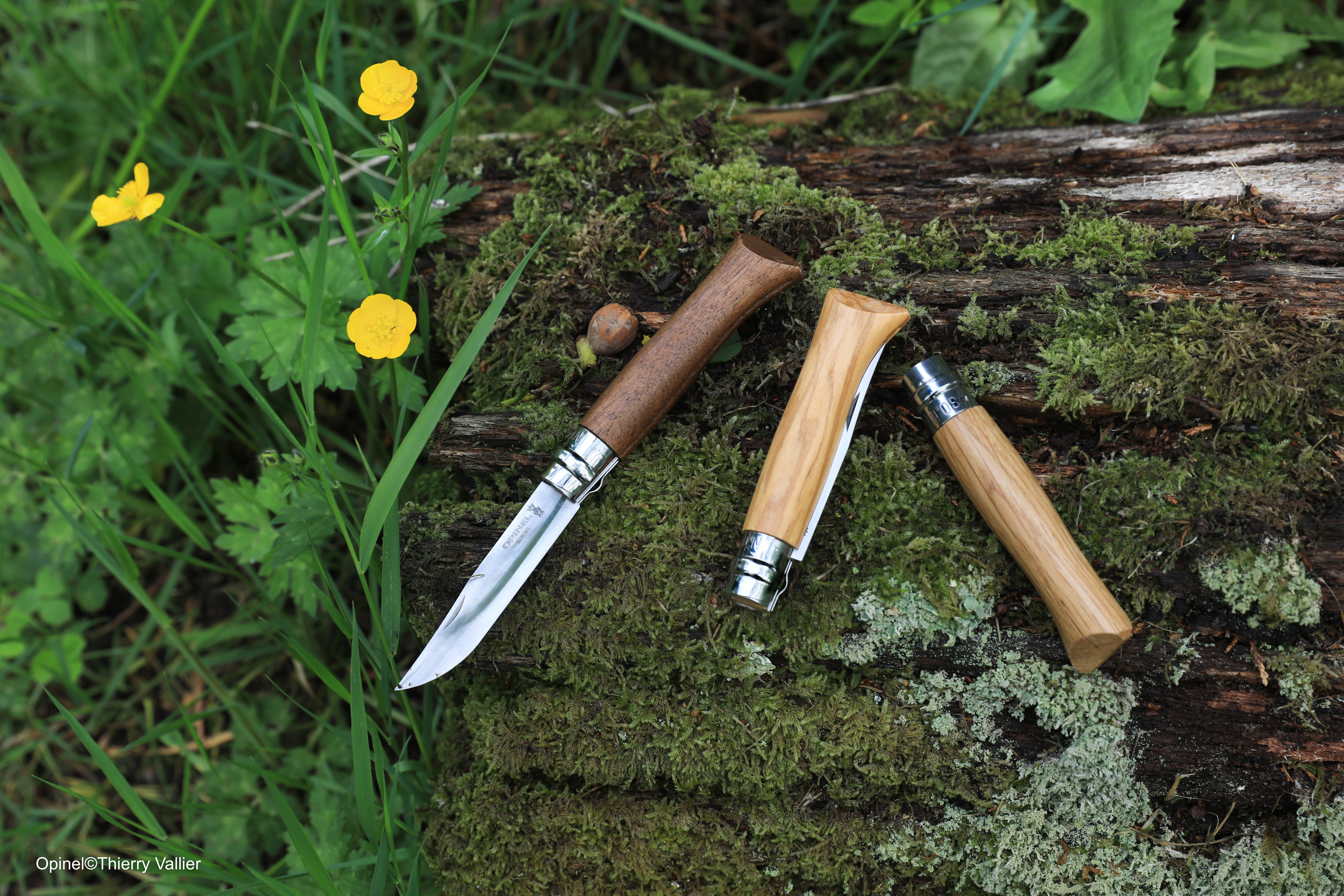
N°9 en différents bois.

L'Opinel est fabriqué en Savoie depuis les années 1890 jusqu'en 1916 dans le lieu-dit de Gevoudaz (commune de Albiez-le-Vieux) près de Saint-Jean-de-Maurienne puis, dès 1915, à Cognin dans la banlieue de Chambéry. L'activité s'est progressivement délocalisée vers l'usine de Chambéry construite en 1973 sur le site de la Reveriaz. 
Depuis 2003, le siège est basé à Chambéry, l'activité de fabrication des bagues de sécurité a été la dernière à partir de l'usine de Cognin pour intégrer le site de Chambéry en 2013, qui réunit l'ensemble des activités et a été agrandi en 2015. En mars 2016, une filiale est implantée à Chicago.
En 2023, l'entreprise Opinel annonce vouloir doubler la surface de son usine de 2,5 ha avant 2026.

### Productions
En 2010, l'entreprise a réalisé près de 12 millions d'euros de chiffre d'affaires avec 90 salariés produisant environ trois millions d'unités par an. En 2021, le chiffre d'affaires s'élève à 29 millions d'euros (18,8 en 2014, 17 en 2013), dont 45 % réalisé à l'export. Cent cinquante salariés (dont 100 en production) réalisent environ 5,5 millions d'unités par an. En 2023, son chiffre d'affaires devrait atteindre 38 millions d'euros (avec 155 salariés) et même dépasser les 40 millions en 2024.

## Description

### Matériaux utilisés
Le modèle traditionnel originel était composé d'un manche en bois de merisier et d'une lame en acier à haute teneur en carbone qui donne un bon tranchant mais nécessite d'être régulièrement aiguisée et doit être gardée propre pour éviter le ternissement et la rouille. Aujourd'hui le modèle traditionnel est en hêtre issu des forêts de Chartreuse, du Vercors ou du Jura, et disponible en lame en acier à haute teneur en carbone ou en acier inoxydable. De multiples versions du manche sont également proposées en chêne, noyer, olivier, charme, buis, ébène, padouk, frêne, bouleau, ou en corne blonde, il existe également des manches en diverses essences de bois assemblées suivant un procédé breveté.
Il existe différentes gammes de couteaux à lame fixe ou repliable, à manche en bois ou en matériau synthétique.

### Fabrication des couteaux

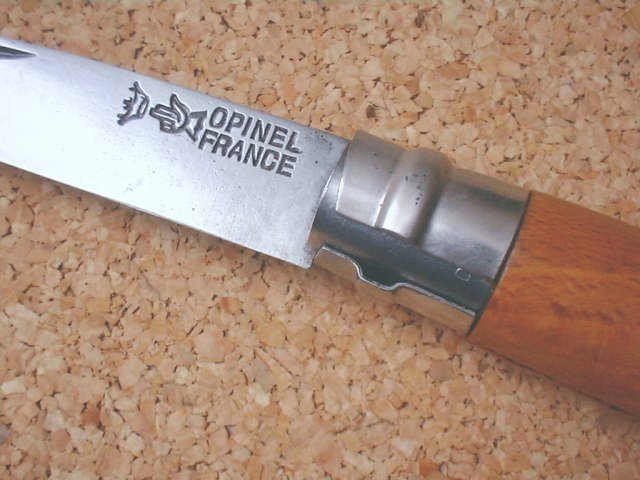
La bague de sécurité est tournée pour maintenir la lame en position ouverte.

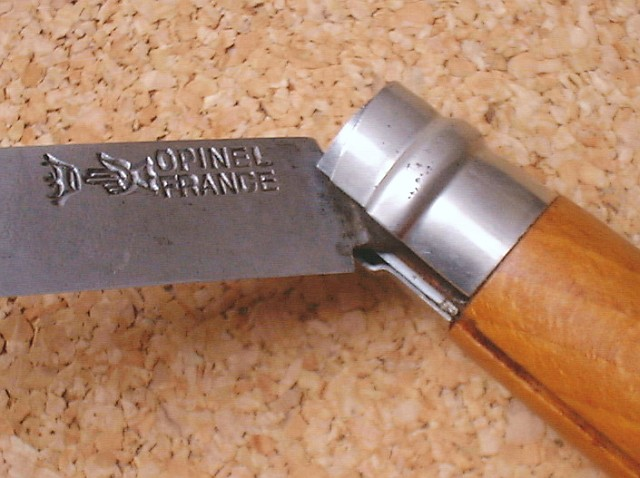
Le même couteau avec la bague tournée pour replier la lame.

La fabrication du couteau est simple. Elle consiste en l'assemblage de cinq pièces : la lame, le manche en bois, une bague fixe en acier et son rivet, sur laquelle la lame pivote, et (sauf pour les plus petits modèles) une bague de sécurité tournante pour empêcher la lame de se refermer sur la main de l'utilisateur (il n'y a pas de ressort pour la garder ouverte). Ajoutée en 1955, la bague de sécurité Virobloc a été modifiée en 2000 pour pouvoir aussi bloquer la lame en position fermée et éviter une ouverture accidentelle.

#### Manche
La fabrication du manche en bois n’a pas changé depuis sa création en 1890 et peut être en hêtre ou en charme, ou dans des essences de bois plus haut de gamme comme l'olivier. Des manches en polymère sont proposés pour des couteaux spécialisés, comme le no 09 Bricolage (avec embouts tournevis) ou les no 08 et 07 Outdoor (avec sifflet).

#### Lame
Les lames des Opinel sont soit en acier inox soit en acier à haute teneur en carbone, selon les gammes. La lame du no 08 « outdoor » est crantée et dotée d'une fente à l'instar des démanilleurs.
Une lame à bout rond est proposée dans la gamme « Enfants - Mon premier Opinel » en no 07.
La courbe de la lame est un design traditionnel connu sous le nom de « Yatagan », inspirée d'un sabre turc, à la pointe relevée.
La collection Opinel s'est élargie avec des couteaux de poche de forme plus élancée « Les Effilés », une gamme de petits outils de jardin (couteau à champignon, serpettes, scies), mais également des gammes de couteaux de cuisine et de table.

#### Bague de sécurité
La bague de sécurité, baptisée « Virobloc » d'après le mot virole et inventée en 1955 par Marcel Opinel, permet (à partir du no 6) de garder la lame ouverte ou de la garder fermée pour sécuriser l'utilisation ou le transport.

### Différentes tailles

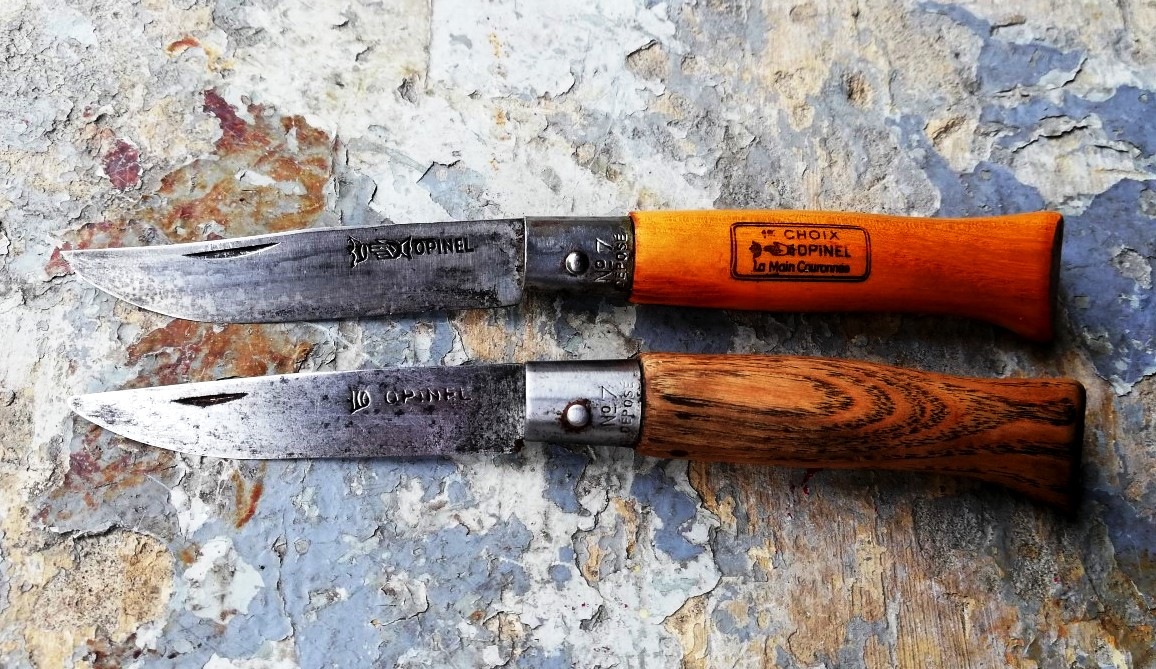
Deux Opinel n° 7 vintage (années 30 et années 50) sans virobloc, manche en chêne.

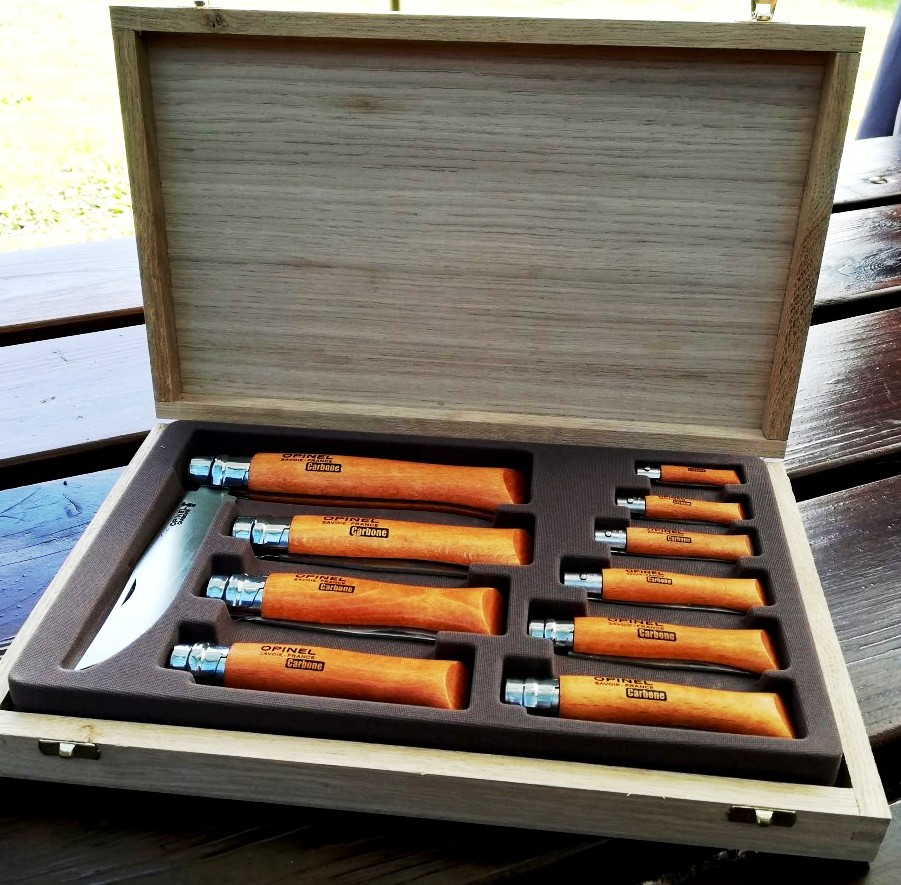
Gamme complète « carbone » actuelle, du n° 2 au n° 12, présentée en coffret.

#### Couteaux
Les Opinel à lame repliable existent en 11 tailles numérotées de 2 à 13 (lame de 3,5 cm à 22 cm), les numéros 1 et 11 ayant été arrêtés respectivement en 1932 et 1935. Le no 8 (lame de 8,5 cm) est certainement la taille la plus appréciée et la plus pratique pour un usage courant, bien que les modèles plus grands soient utilisables comme couteaux de cuisine ou de camping.
| - no 02 : lame repliable 3,5 cm (existe en version porte-clé) - no 03 : lame repliable 4 cm - no 04 : lame repliable 5 cm (existe en version porte-clé) - no 05 : lame repliable 6 cm - no 06 : lame repliable 7 cm - no 07 : lame repliable 8 cm - no 08 : lame repliable 8,5 cm (existe en version "jardin" avec lame droppoint et en version « champignon » avec lame courbe et brosse) - no 09 : lame repliable 9 cm (existe en version « ouvre-huître ») - no 10 : lame repliable 10 cm, avec ou sans tire-bouchon - no 12 : lame repliable 12 cm - no 13 : lame repliable 22 cm, dit « le Géant » (le plus grand des Opinel) - no 15 : lame repliable 15 cm, gamme « Effilé » | - no 112 : lame fixe 10 cm - no 116 : lame fixe 21 cm (couteau à pain) - no 118 : lame fixe 10 cm (couteau de cuisine) - no 119 : lame fixe 10 cm (santoku) - no 120 : lame fixe 10 cm (couteau de cuisine) - no 121 : lame fixe 10 cm (couteau de cuisine) - no 122 : lame fixe 10 cm (couteau de cuisine) - no 123 : lame fixe 10 cm (couteau de cuisine) - no 124 : lame fixe 10 cm (fourchette) - no 126 : lame fixe 10 cm (couteau de cuisine) - no 216 : lame fixe 21 cm (couteau à pain) |

#### Sécateur
Lors de son 125e anniversaire, la marque lance un nouveau produit qui complète sa gamme horticole : le sécateur.
Existent aussi des serpettes de vigneron, et des rasoirs « coupe-choux », de marque Opinel, ainsi que des hachettes de ménage.

## Logotype

Les armes de Saint-Jean-de-Maurienne se blasonnent ainsi : D'azur à la main bénissant d'argent, vêtue de même.

La main couronnée était déjà présente sur la lame des premiers modèles, tout maître coutelier depuis Charles IX avait en effet l'obligation d'apposer son emblème sur ses produits. Plus tard, les mots OPINEL et FRANCE ont été ajoutés, ainsi que INOX pour les lames inoxydables.
Les trois doigts sur la lame représentent les reliques de saint Jean-Baptiste que sainte Thècle rapporta d'Alexandrie (Égypte) au VIe siècle,,. Ils figurent également sur les armes de la ville de Saint-Jean-de-Maurienne.
Des couteaux Opinel ont également été commercialisés sous les marques « Le Savoyard », « Croix de Savoie », « Cœur de Savoie » ainsi que « Croix et palmes » ; pour cette dernière, la fabrication s'est arrêtée en 1967.

## Statut culturel et popularité
Le couteau Opinel est léger et polyvalent. Son prix relativement bas lui permet d'être vendu dans des ensembles en boîte. S'il est bien entretenu (la lame en acier particulièrement), un Opinel dure [Combien ?]longtemps.
Il fait partie des 999 « classiques du design » recensés dans le Phaidon Design Classics, il a été exposé au Museum of Modern Art (MoMA) de New York et, en 1985, le Victoria and Albert Museum de Londres l'a sélectionné pour une exposition consacrée aux « 100 plus beaux objets du monde », aux côtés de la Porsche 911 et de la montre Rolex,. Pablo Picasso l'a utilisé pour sculpter, Alain Colas a échappé à la mort en coupant un lien qui lui bloquait la jambe, Éric Tabarly ne jurait que par son Opinel, tandis qu'il sauve d'une situation dramatique le navigateur Bernard Moitessier.
Les tueurs en série Francis Heaulme et Guy Georges l'utilisaient également. Ce dernier a d'ailleurs été condamné pour des meurtres commis avec un Opinel no 12. En 1970, à la suite de l'évocation d'un Opinel dans son roman L'Iris de Suse, Jean Giono aurait reçu du fabricant un Opinel « d'une taille gigantesque ».

### Dans la culture populaire

#### Télévision
Dans l'épisode 2 de la saison 1, de la série télévisée britannique Cosmos 1999, à la 36e minute environ, le commandant Koenig découpe un fruit jaune avec un Opinel sur la planète Terra Nova.

#### Cinéma
- Stardust, le mystère de l'étoile : Vers la fin du film, dans le palais des trois sorcières, Tristan, le personnage principal, se défend contre le prince Septimus à l'aide d'un Opinel.

- Hannibal Lecter: les origines du mal : Dans la scène où Hannibal tue Enrikas Dortlich encordé à un arbre, il se fait une brochette de joues humaines avec des champignons. Lorsqu'il coupe les champignons, on peut voir qu'il utilise un Opinel[réf. nécessaire].

#### Musique
Le couteau est cité dans la chanson Laisse béton de Renaud : « Viens faire un tour dans la ruelle, J'te montrerai mon Opinel, J'te chouraverai ton blouson... ».
Il est également cité dans la chanson du groupe IAM Un cri court dans la nuit, issue de l'album L'École du micro d'argent : « Gratuitement, la lame est soudaine, L'Opinel pénètre, 10 centimètres dans l'abdomen. Ça fait déjà un an, il aurait seize ans... »
Orelsan le cite dans la chanson-teaser RaelSan qui annonce la sortie de son deuxième album Le chant des sirènes : « ...Autant tenter un salto avant d'échouer au pied du mur, Je suis de retour avec ma sous-culture — Ouais, sauf que c'est nous le futur, Je viens retourner l'Opinel entre les points de suture... ».
Le rappeur Jul le cite aussi dans sa chanson BWO issue de l'album Inspi d'ailleurs « J'les blesse à tous, t'inquiète pas besoin d'être 12. Opinel 12, caché dans la Canada Goose... ».
Le rappeur SCH le cite dans la chanson « Comme si » issue de l’album Deo Favente : « Comme quand j’étais un cafard avec un flash dans l’Zara ; Chaussette qui tient l’Opinel, c’est « Génération Bâtard ». »
Le rappeur Vald en featuring avec Orelsan sur le morceau "Peon", le cite également : « Or marron sur l'arme Opinel ».

#### Littérature
Dans son livre comique Rôle de plaisance, l'écrivain et navigateur Jacques Perret se lance dans une digression sur les couteaux qu'il a possédés et égarés, l'opinel est cité entre autres marques (comme Pradel) et plus loin dans le livre à propos de situations embrouillées comme en connaissent les plaisanciers maladroits, il les compare au nœud gordien que seul l'opinel de son ami et matelot, le graveur et peintre André Collot, est capable de trancher.
À plusieurs reprises dans les romans de la série San Antonio on voit son collègue, le très truculent, très malpropre et très obèse Alexandre Benoit Bérurier (dit Béru) dégainer son opinel pour des utilisations prosaïques (couper du saucisson) ou plus dramatiques (extorquer les aveux d'un voyou ou couper les liens d'un prisonnier).

#### Utilisation commerciale
Le couteau a parfois été utilisé pour promouvoir des évènements et/ou des industries et des activités commerciales en lien avec la Savoie.

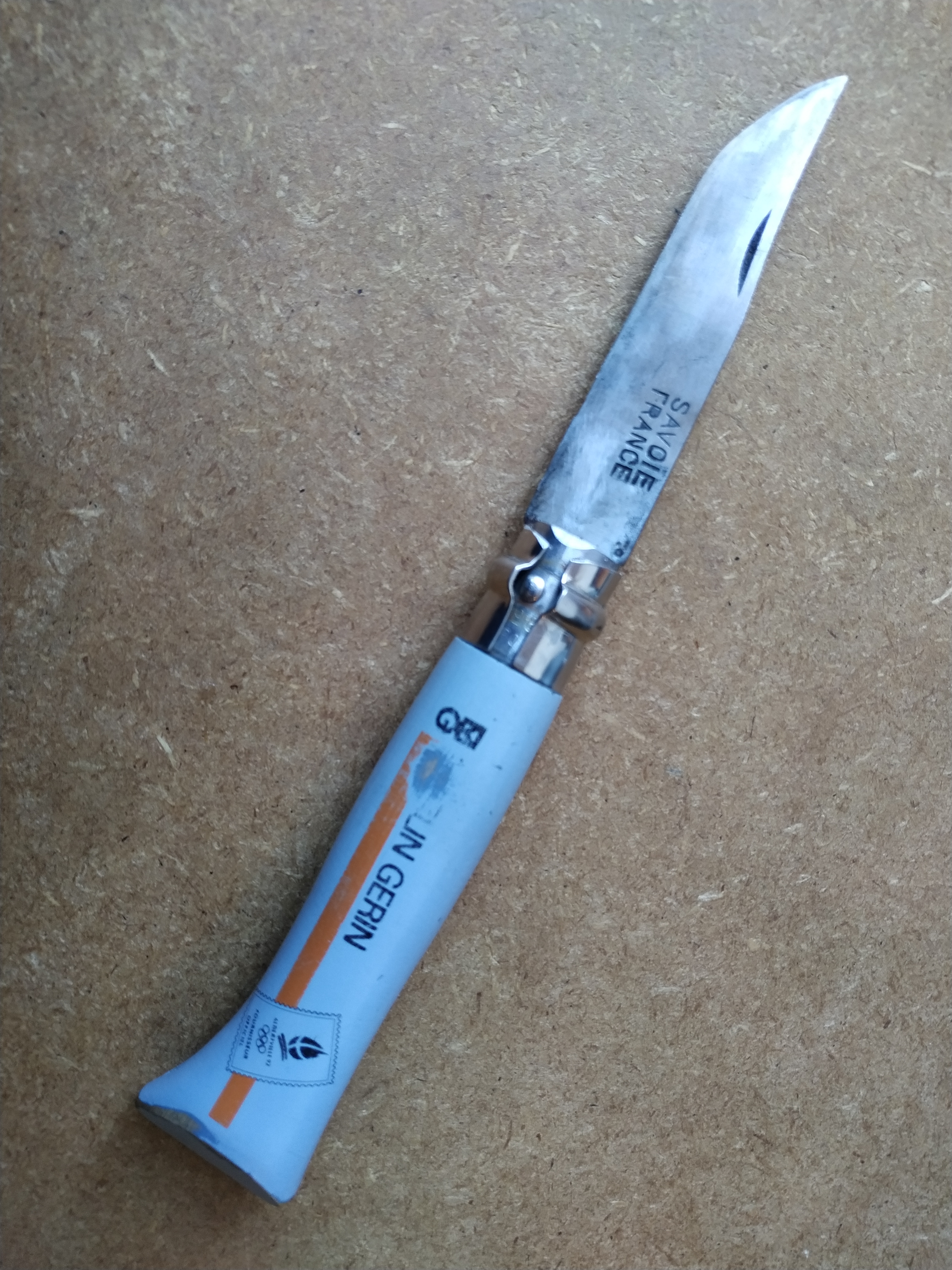
Opinel n°8 "Merlin Gerin" des jeux olympiques d'Albertville 1992

### Documentaire
- L'âme des couteaux, de Claude-Pierre Chavanon (52 min), Octogone-Productions. Un documentaire sur l'histoire du couteau Opinel, des frères Opinel, des premières fabrications dans les fermes jusqu'aux usines de Cognin, avec de nombreuses archives.